# Lycaena addenda
Lycaena addenda är en fjärilsart som beskrevs av Williams 1911. Lycaena addenda ingår i släktet Lycaena och familjen juvelvingar. Inga underarter finns listade i Catalogue of Life.